# Astariz
Astariz (llamada oficialmente Santa María de Astariz) es una parroquia y un lugar español del municipio de Castrelo de Miño, en la provincia de Orense, Galicia.

## Organización territorial
La parroquia está formada por tres entidades de población:
- Astariz
- Freás
- Troncoso

## Demografía

### Parroquia
| Gráfica de evolución demográfica de Astariz (parroquia) entre 2000 y 2022 |
|                                                                           |
| Datos según el nomenclátor publicado por el INE.                          |

### Lugar
| Gráfica de evolución demográfica de Astariz (lugar) entre 2000 y 2022 |
|                                                                       |
| Datos según el nomenclátor publicado por el INE.                      |